# 上清宫 (青岛)
上清宫俗称上宫，位于山东省青岛市崂山区崂山东南麓，是道教北七真華山派道观，亦是崂山道观中唯一的丛林庙。第七批全国重点文物保护单位崂山道教建筑群中的11座建筑之一。

## 历史
上清宫历史追溯至汉朝，因水灾被毁。实际可考证的建造时期为北宋宋太祖时期。元朝张起岩《聚仙宫碑》记，宋太祖为道士刘若拙在此敕建道场，所建即是上清宫和上苑（时称太平兴国院，今太平宫）。因其地理位置高于太清宫，“上清”比“太清”高一层境界，定名为上清宫。刘若拙晚年时，以上清宫为“别院”。宋朝末年倾塌。元朝大德元年（1297年）重修。延祐四年（1317年），承务郎朱翚撰《重修上清宫碑记》碑。明朝中期，上清宫再度倾塌。隆庆元年（1567年），护国天师府左赞教孙玄清重修。
清朝末年，上清宫殿宇毁于山洪冲毁。崂山华楼宫道士刘本荣主持重修。1949年时，已成“颓垣断墙”。1956年，青岛市人民政府拨款修缮。文化大革命期间，塑像、石碑被砸，经卷、文物被毁，道士遣送农村，崂山林场占用房产。1982年，上清宫列为青岛市级文物保护单位。1991年3月，青岛市道教协会筹集资金修缮。1991年12月6日，重新开放。

## 现存建筑
现上清宫为两进庭院及偏院，占地面积1500平方米，建筑面积500平方米，共有殿宇房舍28间。前殿祭祀三清、后殿祭祀玉皇，左右偏殿分祀三官（天官、地官、水官）和北七真。上清宫正南一里处，有丘处机衣冠冢，旧称邱祖坟。另有迎仙、朝真二桥。

## 备注
1. ↑  清末民初，上清宫被俗称为上宫，太清宫被俗称为下宫。两者并无直接关联[1]。